# Fed Cup 2011 Zona Euro-Africana
La Zona Euro-Africana (Europe/Africa Zone) è una delle 3 divisioni zonali nell'ambito della Fed Cup 2011.
Essa è a sua volta suddivisa in tre gruppi (Gruppo I, Gruppo II, Gruppo III) formati rispettivamente da 15, 8 e 11 squadre, inserite in tali gruppi in base ai risultati ottenuti l'anno precedente. Questi tre gruppi sono vere e proprie categorie aventi un rapporto gerarchico fra di loro: obiettivo dei partecipanti al Gruppo III è quello di venire promossi al Gruppo II, dei partecipanti al Gruppo II quello di venir promossi al Gruppo I e altresì di evitare la retrocessione al Gruppo III, infine quello dei partecipanti al Gruppo I è quello di venir promossi al Gruppo Mondiale II e, parimenti, evitare la retrocessione al Gruppo II.

Il Gruppo III della zona Euro-Africana è l'ultima categoria nell'ordine, pertanto in tale categoria non sono previste retrocessioni.

## Gruppo I
- Sede: Municipal Tennis Club, Eilat, Israele (cemento outdoor)
- Periodo: 2-5 febbraio

Le 15 squadre vengono inserite in quattro gironi (Pool) da quattro squadre ciascuno (tre nel Pool A). Le quattro squadre classificatesi al primo posto di ciascun girone prendono parte a degli spareggi per stabilire le due nazioni che avranno il diritto di partecipare agli spareggi per il Gruppo Mondiale II e quindi tentare la promozione al Gruppo Mondiale II.

Le quattro squadre classificatesi all'ultimo posto di ciascun girone prendono parte a dei play-out, in cui le due perdenti vengono retrocesse nel Gruppo II della Zona Euro-Africana per l'edizione del 2012.

### Gruppi
|   | Pool A (Dettagli)   | Svizzera (bandiera) | Regno Unito (bandiera) | Danimarca (bandiera) |
| 1 | Svizzera (2-0)      |                     | 2-1                    | 2-1                  |
| 2 | Gran Bretagna (1-1) | 1-2                 |                        | 2-1                  |
| 3 | Danimarca (0-2)     | 1-2                 | 1-2                    |                      |

|   | Pool B (Dettagli) | Polonia (bandiera) | Israele (bandiera) | Lussemburgo (bandiera) | Bulgaria (bandiera) |
| 1 | Polonia (2-1)     |                    | 2-1                | 2-1                    | 1-2                 |
| 2 | Israele (2-1)     | 1-2                |                    | 3-0                    | 2-1                 |
| 3 | Lussemburgo (1-2) | 1-2                | 0-3                |                        | 2-1                 |
| 4 | Bulgaria (1-2)    | 2-1                | 1-2                | 1-2                    |                     |

|   | Pool C (Dettagli) | Bielorussia (bandiera) | Croazia (bandiera) | Austria (bandiera) | Grecia (bandiera) |   |                   | Pool D (Dettagli) | Paesi Bassi (bandiera) | Romania (bandiera) | Ungheria (bandiera) | Lettonia (bandiera) |
| 1 | Bielorussia (3-0) |                        | 3-0                | 3-0                | 3-0               | 1 | Paesi Bassi (3-0) |                   | 3-0                    | 3-0                | 3-0                 |                     |
| 2 | Croazia (1-2)     | 0-3                    |                    | 3-0                | 0-3               | 2 | Romania (2-1)     | 0-3               |                        | 2-1                | 2-1                 |                     |
| 3 | Austria (1-2)     | 0-3                    | 0-3                |                    | 3-0               | 3 | Ungheria (1-2)    | 0-3               | 1-2                    |                    | 3-0                 |                     |
| 4 | Grecia (1-2)      | 0-3                    | 3-0                | 0-3                |                   | 4 | Lettonia (0-3)    | 0-3               | 1-2                    | 0-3                |                     |                     |

### Play-off
Per maggiori informazioni e una spiegazione più dettagliata clicca qui
- 5 febbraio 2011

| Posizione     | Squadra vincitrice | Risultato | Squadra sconfitta |
| ------------- | ------------------ | --------- | ----------------- |
| 1°-4°         | Bielorussia        | 2-0       | Polonia           |
| 1°-4°         | Svizzera           | 2-1       | Paesi Bassi       |
| 5°-8°         | Gran Bretagna      | 2-0       | Croazia           |
| 5°-8°         | Israele            | 2-1       | Romania           |
| 10°-11°       | Austria            | 2-1       | Lussemburgo       |
| Retrocessione | Grecia             | 2-1       | Danimarca         |
| Retrocessione | Bulgaria           | 2-0       | Lettonia          |

- Bielorussia e Svizzera ammesse agli spareggi per il Gruppo Mondiale II.
- Danimarca e Lettonia retrocesse al Gruppo II nel 2012.
- Ungheria al 9º posto senza necessità di disputare alcuno spareggio.

## Gruppo II
- Sede: Smash Tennis Academy, Il Cairo, Egitto (terra rossa outdoor)
- Data: 4-7 maggio

Le 8 squadre vengono suddivise in due gironi (Pool) da 4 squadre ciascuno. La prima classificata di ciascuno dei due gironi gioca uno spareggio contro la seconda dell'altro girone per determinare quali due squadre verranno promosse nel Gruppo I della zona Euro-Africana nel 2012. Le ultime classificate di ciascun girone vengono retrocesse nel Gruppo III della zona Euro-Africana nel 2012.
|   | Pool A (Dettagli) | Portogallo (bandiera) | Finlandia (bandiera) | Marocco (bandiera) |
| 1 | Portogallo (2-0)  |                       | 2-1                  | 2-1                |
| 2 | Finlandia (1-1)   | 1-2                   |                      | 2-1                |
| 3 | Marocco (0-2)     | 1-2                   | 1-2                  |                    |

|   | Pool B (Dettagli)          | Bosnia ed Erzegovina (bandiera) | Georgia (bandiera) | Turchia (bandiera) | Armenia (bandiera) |
| 1 | Bosnia ed Erzegovina (3-0) |                                 | 2-1                | 3-0                | 3-0                |
| 2 | Georgia (2-1)              | 1-2                             |                    | 3-0                | 2-1                |
| 3 | Turchia (1-2)              | 0-3                             | 0-3                |                    | 3-0                |
| 4 | Armenia (0-3)              | 0-3                             | 1-2                | 0-3                |                    |

- Liechtenstein ritirato prima dell'inizio della competizione.

### Spareggi promozione
| Portogallo 2 | Smash Tennis Academy, Il Cairo, Egitto 7 maggio 2011 terra rossa outdoor | Smash Tennis Academy, Il Cairo, Egitto 7 maggio 2011 terra rossa outdoor | Georgia 0 |     |     |  |
| \| \| \| \| 1 \| 2 \| 3 \| \| \| - \| \| ----------------------------------------- \| --- \| --- \| --- \| \| \| 1 \| \| Maria João Koehler Tatia Mikadze \| 6 2 \| 6 2 \| \| \| \| 2 \| \| Michelle Larcher de Brito Sofia Shapatava \| 3 6 \| 6 4 \| 7 6 \| \| \| 3 \| \| \| \| \| \| \| |                                                                          |                                                                          |           |     |     |  |
| |                                                                          |                                                                          | 1         | 2   | 3   |  |
| 1 | Portogallo (bandiera) · Georgia (bandiera)                               | Maria João Koehler Tatia Mikadze                                         | 6 2       | 6 2 |     |  |
| 2 | Portogallo (bandiera) · Georgia (bandiera)                               | Michelle Larcher de Brito Sofia Shapatava                                | 3 6       | 6 4 | 7 6 |  |
| 3 | Portogallo (bandiera) · Georgia (bandiera)                               |                                                                          |           |     |     |  |

| Bosnia ed Erzegovina 2 | Smash Tennis Academy, Il Cairo, Egitto 7 maggio 2011 terra rossa outdoor | Smash Tennis Academy, Il Cairo, Egitto 7 maggio 2011 terra rossa outdoor | Finlandia 1 |     |     |  |
| \| \| \| \| 1 \| 2 \| 3 \| \| \| - \| \| ------------------------------------------------------------------- \| --- \| --- \| --- \| \| \| 1 \| \| Mervana Jugić-Salkić Piia Suomalainen \| 3 6 \| 6 4 \| 6 0 \| \| \| 2 \| \| Jasmina Tinjić Emma Laine \| 1 6 \| 3 6 \| 0 \| \| \| 3 \| \| Mervana Jugić-Salkić / Jasmina Tinjić Emma Laine / Piia Suomalainen \| 6 1 \| 6 4 \| \| \| |                                                                          |                                                                          |             |     |     |  |
| |                                                                          |                                                                          | 1           | 2   | 3   |  |
| 1 | Bosnia ed Erzegovina (bandiera) · Finlandia (bandiera)                   | Mervana Jugić-Salkić Piia Suomalainen                                    | 3 6         | 6 4 | 6 0 |  |
| 2 | Bosnia ed Erzegovina (bandiera) · Finlandia (bandiera)                   | Jasmina Tinjić Emma Laine                                                | 1 6         | 3 6 | 0   |  |
| 3 | Bosnia ed Erzegovina (bandiera) · Finlandia (bandiera)                   | Mervana Jugić-Salkić / Jasmina Tinjić Emma Laine / Piia Suomalainen      | 6 1         | 6 4 |     |  |

### Spareggi retrocessione
| Marocco 0 | Smash Tennis Academy, Il Cairo, Egitto 7 maggio 2011 terra rossa outdoor | Smash Tennis Academy, Il Cairo, Egitto 7 maggio 2011 terra rossa outdoor | Turchia 2 |     |     |             |
| \| \| \| \| 1 \| 2 \| 3 \| \| \| - \| \| ---------------------------------------------------------- \| --- \| --- \| --- \| ----------- \| \| 1 \| \| Nadia Lalami Pemra Özgen \| 4 6 \| 7 5 \| 5 7 \| \| \| 2 \| \| Fatima El Allami Çağla Büyükakçay \| 2 6 \| 1 6 \| \| \| \| 3 \| \| Lina Bennani / Fatima El Allami İpek Şenoğlu / Melis Sezer \| \| \| \| non giocato \| |                                                                          |                                                                          |           |     |     |             |
| |                                                                          |                                                                          | 1         | 2   | 3   |             |
| 1 | Marocco (bandiera) · Turchia (bandiera)                                  | Nadia Lalami Pemra Özgen                                                 | 4 6       | 7 5 | 5 7 |             |
| 2 | Marocco (bandiera) · Turchia (bandiera)                                  | Fatima El Allami Çağla Büyükakçay                                        | 2 6       | 1 6 |     |             |
| 3 | Marocco (bandiera) · Turchia (bandiera)                                  | Lina Bennani / Fatima El Allami İpek Şenoğlu / Melis Sezer               |           |     |     | non giocato |

## Gruppo III
- Sede: Smash Tennis Club, Il Cairo, Egitto (terra rossa outdoor)
- Data: 2-7 maggio

Le 9 squadre vengono divise in due gironi (Pool) da 4 e 5 squadre ciascuno. Successivamente le prime due di ciascun girone disputano le semifinali a incrocio (la prima del Pool A contro la seconda del Pool B e viceversa) e le due vincitrici vengono promosse nel Gruppo II della zona Euro-Africana nel 2012.
|   | Pool A (Dettagli) | Sudafrica (bandiera) | Montenegro (bandiera) | Lituania (bandiera) | Algeria (bandiera) |
| 1 | Sudafrica (3-0)   |                      | 2-1                   | 3-0                 | 3-0                |
| 2 | Montenegro (2-1)  | 1-2                  |                       | 3-0                 | 3-0                |
| 3 | Lituania (1-2)    | 0-3                  | 0-3                   |                     | 3-0                |
| 4 | Algeria (0-3)     | 0-3                  | 0-3                   | 0-3                 |                    |

|   | Pool B (Dettagli) | Tunisia (bandiera) | Egitto (bandiera) | Norvegia (bandiera) | Irlanda (bandiera) | Moldavia (bandiera) |
| 1 | Tunisia (4-0)     |                    | 2-1               | 2-1                 | 3-0                | 3-0                 |
| 2 | Egitto (3-1)      | 1-2                |                   | 2-1                 | 2-1                | 2-1                 |
| 3 | Norvegia (2-2)    | 1-2                | 1-2               |                     | 2-1                | 3-0                 |
| 4 | Irlanda (1-3)     | 0-3                | 1-2               | 1-2                 |                    | 3-0                 |
| 5 | Moldavia (0-4)    | 0-3                | 1-2               | 0-3                 | 0-3                |                     |

- Malta e Islanda ritirate prima dell'inizio della competizione.

### Spareggi promozione
| Egitto 0 | Smash Tennis Academy, Il Cairo, Egitto 7 maggio 2011 terra rossa outdoor | Smash Tennis Academy, Il Cairo, Egitto 7 maggio 2011 terra rossa outdoor | Sudafrica 3 |     |      |  |
| \| \| \| \| 1 \| 2 \| 3 \| \| \| - \| \| ---------------------------------------------------------------- \| --- \| --- \| ---- \| \| \| 1 \| \| Mayar Sherif Natalie Grandin \| 1 6 \| 1 6 \| \| \| \| 2 \| \| Magy Aziz Chanel Simmonds \| 2 6 \| 1 6 \| \| \| \| 3 \| \| Mai El Kamash / Mayar Sherif Natasha Fourouclas / Madrie Le Roux \| 5 7 \| 6 4 \| 6 10 \| \| |                                                                          |                                                                          |             |     |      |  |
| |                                                                          |                                                                          | 1           | 2   | 3    |  |
| 1 | Egitto (bandiera) · Sudafrica (bandiera)                                 | Mayar Sherif Natalie Grandin                                             | 1 6         | 1 6 |      |  |
| 2 | Egitto (bandiera) · Sudafrica (bandiera)                                 | Magy Aziz Chanel Simmonds                                                | 2 6         | 1 6 |      |  |
| 3 | Egitto (bandiera) · Sudafrica (bandiera)                                 | Mai El Kamash / Mayar Sherif Natasha Fourouclas / Madrie Le Roux         | 5 7         | 6 4 | 6 10 |  |

| Tunisia 0 | Smash Tennis Academy, Il Cairo, Egitto 7 maggio 2011 terra rossa outdoor | Smash Tennis Academy, Il Cairo, Egitto 7 maggio 2011 terra rossa outdoor | Montenegro 2 |     |     |             |
| \| \| \| \| 1 \| 2 \| 3 \| \| \| - \| \| ------------------------------------------------------- \| --- \| --- \| --- \| ----------- \| \| 1 \| \| Nour Abbes Danica Krstajić \| 6 4 \| 5 7 \| 4 6 \| \| \| 2 \| \| Ons Jabeur Danka Kovinić \| 3 6 \| 2 6 \| \| \| \| 3 \| \| Nour Abbes / Ons Jabeur Danka Kovinić / Danica Krstajić \| \| \| \| non giocato \| |                                                                          |                                                                          |              |     |     |             |
| |                                                                          |                                                                          | 1            | 2   | 3   |             |
| 1 | Tunisia (bandiera) · Montenegro (bandiera)                               | Nour Abbes Danica Krstajić                                               | 6 4          | 5 7 | 4 6 |             |
| 2 | Tunisia (bandiera) · Montenegro (bandiera)                               | Ons Jabeur Danka Kovinić                                                 | 3 6          | 2 6 |     |             |
| 3 | Tunisia (bandiera) · Montenegro (bandiera)                               | Nour Abbes / Ons Jabeur Danka Kovinić / Danica Krstajić                  |              |     |     | non giocato |

### 5º-8º posto
| Lituania | Smash Tennis Academy, Il Cairo, Egitto 7 maggio 2011 terra rossa outdoor | Smash Tennis Academy, Il Cairo, Egitto 7 maggio 2011 terra rossa outdoor | Norvegia |   |   |  |
| \| \| \| \| 1 \| 2 \| 3 \| \| \| - \| \| \| - \| - \| - \| \| \| 1 \| \| \| \| \| \| \| \| 2 \| \| \| \| \| \| \| \| 3 \| \| \| \| \| \| \| |                                                                          |                                                                          |          |   |   |  |
| |                                                                          |                                                                          | 1        | 2 | 3 |  |
| 1 | Lituania (bandiera) · Norvegia (bandiera)                                |                                                                          |          |   |   |  |
| 2 | Lituania (bandiera) · Norvegia (bandiera)                                |                                                                          |          |   |   |  |
| 3 | Lituania (bandiera) · Norvegia (bandiera)                                |                                                                          |          |   |   |  |

| Algeria | Smash Tennis Academy, Il Cairo, Egitto 7 maggio 2011 terra rossa outdoor | Smash Tennis Academy, Il Cairo, Egitto 7 maggio 2011 terra rossa outdoor | Irlanda |   |   |  |
| \| \| \| \| 1 \| 2 \| 3 \| \| \| - \| \| \| - \| - \| - \| \| \| 1 \| \| \| \| \| \| \| \| 2 \| \| \| \| \| \| \| \| 3 \| \| \| \| \| \| \| |                                                                          |                                                                          |         |   |   |  |
| |                                                                          |                                                                          | 1       | 2 | 3 |  |
| 1 | Algeria (bandiera) · Irlanda (bandiera)                                  |                                                                          |         |   |   |  |
| 2 | Algeria (bandiera) · Irlanda (bandiera)                                  |                                                                          |         |   |   |  |
| 3 | Algeria (bandiera) · Irlanda (bandiera)                                  |                                                                          |         |   |   |  |